# مكامل

صورة دارة كهربائية مكاملة

المُكَامِل أو المُكَامِلَة أو المِكْمَلَة أو المِكْمَال (الجمع: مَكَامِيل) هو أداة في دارة كهربية تمثل إشارةُ خرجها تكامل إشارة الدخل بالنسبة إلى الزمن.